# Donaukaulbarsch
Der Donaukaulbarsch (Gymnocephalus baloni) ist ein Süßwasserfisch, der endemisch im Unterlauf der Donau und deren Nebengewässern lebt. Er wurde erst 1974 als eigenständige Art erkannt.

## Merkmale
Der Donaukaulbarsch erreicht eine Körperlänge von bis zu 21 Zentimetern und hat einen gedrungenen und hochrückigen Körper mit stumpfer Schnauze und endständigem Maul. Er ähnelt stark dem Kaulbarsch (G. cernuus), von dem er durch einen deutlich höheren Rücken und einen gedrungeneren Körper zu unterscheiden ist. Die Färbung ist grau bis metallisch mit unregelmäßigen und im Gegensatz zu denen des Kaulbarschs immer senkrecht orientierten Flecken. Der vordere Teil der deutlich zweiteiligen Rückenflosse ist bläulich gefärbt mit dunklen Flecken, der erste Strahl der Afterflosse endet in der Regel in einer freien Spitze. Am Rand der Kiemendeckel befinden sich bis zu 4, meistens jedoch 2, Stacheln.

## Verbreitung

Verbreitung des Donaukaulbarsches:
Ganzjähriges Vorkommen
Zusammengestellt von IUCN, 2013

Der Donaukaulbarsch ist endemisch im Unterlauf der Donau und deren Nebengewässern. Er kommt entsprechend unter anderem in Deutschland, Österreich Bulgarien, Ungarn, Tschechien, Serbien und der Slowakei vor. Dabei lebt er vor allem in Fließgewässern, kommt jedoch auch in Stauseen und stehenden Altarmen vor.

## Lebensweise
Über die Lebensweise des Donaukaulbarschs ist nur sehr wenig bekannt. Er lebt wahrscheinlich im Bereich der Gewässersohle und kommt häufig gemeinsam mit dem Kaulbarsch in denselben Gewässern vor. Es wird angenommen, dass diese Art weniger anpassungsfähig gegenüber Veränderungen ist und durch Gewässerbau und Wasserverschmutzung gefährdet ist.

## Belege
1. ↑  J. Holčík & K. Hensel: A New Species of Gymnocephalus (Pisces: Percidae) from the Danube, with Remarks on the Genus. In: Copeia, Vol. 1974, No. 2, S. 471–486, 1974. (Abstract)
2. 1 2 3 4  Andreas Vilcinskas: Fische - Mitteleuropäische Süßwasserarten und Meeresfische der Nord- und Ostsee. BLV Verlagsgesellschaft, München 2000; S. 150. ISBN 3-405-15848-6.
3. ↑  C. Ratschan: Verbreitung, Habitatwahl und Erhaltungszustand des Donaukaulbarsches (Gymnocephalus baloni Holčík & Hensel, 1974) in Österreich. In: Österreichs Fischerei, Jahrgang 65, S. 218–231, 2012. (Digitalisat)
4. ↑  Donaukaulbarsch auf Fishbase.org (englisch)